# Sally Starr
Sally Starr (* 25. Januar 1923 als Alleen Mae Beller in Kansas City, Missouri; † 27. Januar 2013 in Berlin, New Jersey) war eine US-amerikanische Showmasterin, Sängerin und Radio-Moderatorin.

## Leben
Alleen Mae Beller heiratete 1941, im Alter von 15 Jahren, den Country-Musiker Jesse Rogers und änderte ihren Namen in Sally Star. Beide zogen später nach Philadelphia, wo sie im Lokalradio eine Country-Musik-Sendung moderierte. 1950 wurde sie Moderatorin der werktäglichen Nachmittags-Cartoon-Show Popeye Theater, in der sie, als Cowgirl gekleidet, Popeye-Zeichentrickfilme und Kurzfilme der The Three Stooges präsentierte. In der Spitze hatte ihre Sendung bis zu 1,5 Millionen Zuschauer. 1958 nahm sie mit Bill Haley das Album Our Gal Sal auf. Es wurden zwei Singles veröffentlicht, denen jedoch nur regionaler Erfolg beschieden war. 1965 hatte sie im Three Stooges-Spielfilm The Outlaws Is Coming einen Cameo-Auftritt. Starr heiratete 1961 den Kameramann Mark Gray, bereits mehrere Jahre zuvor war ihre Ehe mit Jesse Rogers geschieden worden. Gray verstarb 1968 an einem Herzanfall. Nachdem der Fernsehsender 1972 an neue Eigentümer verkauft wurde, entschieden sich diese, die Kindersendung abzusetzen.
Starr zog sich daraufhin aus dem Showgeschäft nach Florida zurück. Nachdem sie dort 1987 durch ein Feuer ihre Wohnung verloren hatte, kehrte sie nach New Jersey zurück und arbeitete dort wieder als Radiomoderatorin. 1995 wurde sie in die Broadcast Pioneers of Philadelphia Hall of Fame  aufgenommen.
Starr verstarb zwei Tage nach ihrem 90. Geburtstag in einem Pflegeheim.

## Filmografie
1965: The Outlaws Is Coming